# کومبا آیرون
کومبا آیرون (انگلیسی: Kumba Iron) شرکت معدن در آفریقای جنوبی است، که در سال ۱۹۸۰ تأسیس شد.